# ان‌بی‌ای ۲کی۱۵
ان‌بی‌ای ۲کی۱۵ (انگلیسی: NBA 2K15) یک بازی ویدئویی شبیه‌سازی بسکتبال است که در سال ۲۰۱۴ توسط ۲کی منتشر شد.